# Lawn (Terre-Neuve-et-Labrador)
Pour les articles homonymes, voir Lawn.
Lawn est une communauté canadienne située dans le sud de la péninsule de Burin sur l'île de Terre-Neuve dans la province de Terre-Neuve-et-Labrador. Elle est située sur la route 220 entre St. Lawrence et Taylor's Bay.